# Amonate
 (mars 2025).
Amonate est une census-designated place située dans le comté de Tazewell, dans l’État de Virginie, aux États-Unis. Lors du recensement de 2020, elle comptait 59 habitants.